# Équemauville
Équemauville ist eine französische Gemeinde mit 1.557 Einwohnern (Stand: 1. Januar 2022) im Département Calvados in der Region Normandie. Équemauville gehört zum Arrondissement Lisieux und zum Kanton Honfleur-Deauville. Die Einwohner werden Équemauvillais genannt.

## Geografie
Équemauville liegt etwa zehn Kilometer südöstlich von Le Havre. Umgeben wird Équemauville von den Nachbargemeinden Honfleur im Norden und Nordosten, Gonneville-sur-Honfleur im Osten, Saint-Gatien-des-Bois im Süden, Barneville-la-Bertran im Westen sowie Pennedepie im Nordwesten. 

## Bevölkerungsentwicklung
| Jahr                       | 1962 | 1968 | 1975 | 1982 | 1990 | 1999 | 2006 | 2013 | 2019 |
| Einwohner                  | 708  | 629  | 730  | 914  | 1227 | 1212 | 1255 | 1358 | 1587 |
| Quellen: Cassini und INSEE |      |      |      |      |      |      |      |      |      |

## Sehenswürdigkeiten
- Kirche Saint-Pierre, Ende des 19. Jahrhunderts erbaut
- Kapelle Notre-Dame-de-Grâce, seit 1938 Monument historique
- Domäne Le Bois Normand

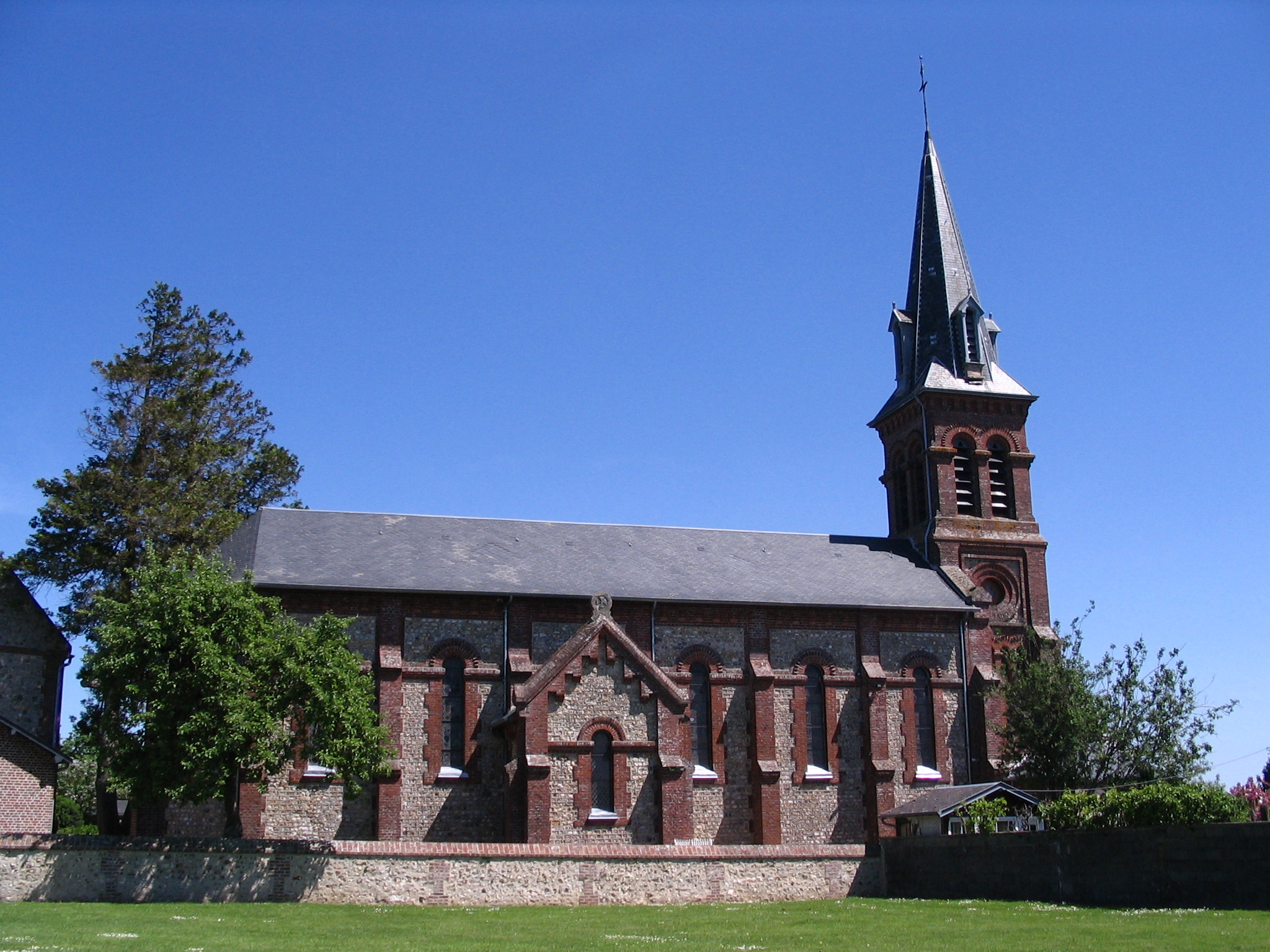
Kirche Saint-Pierre
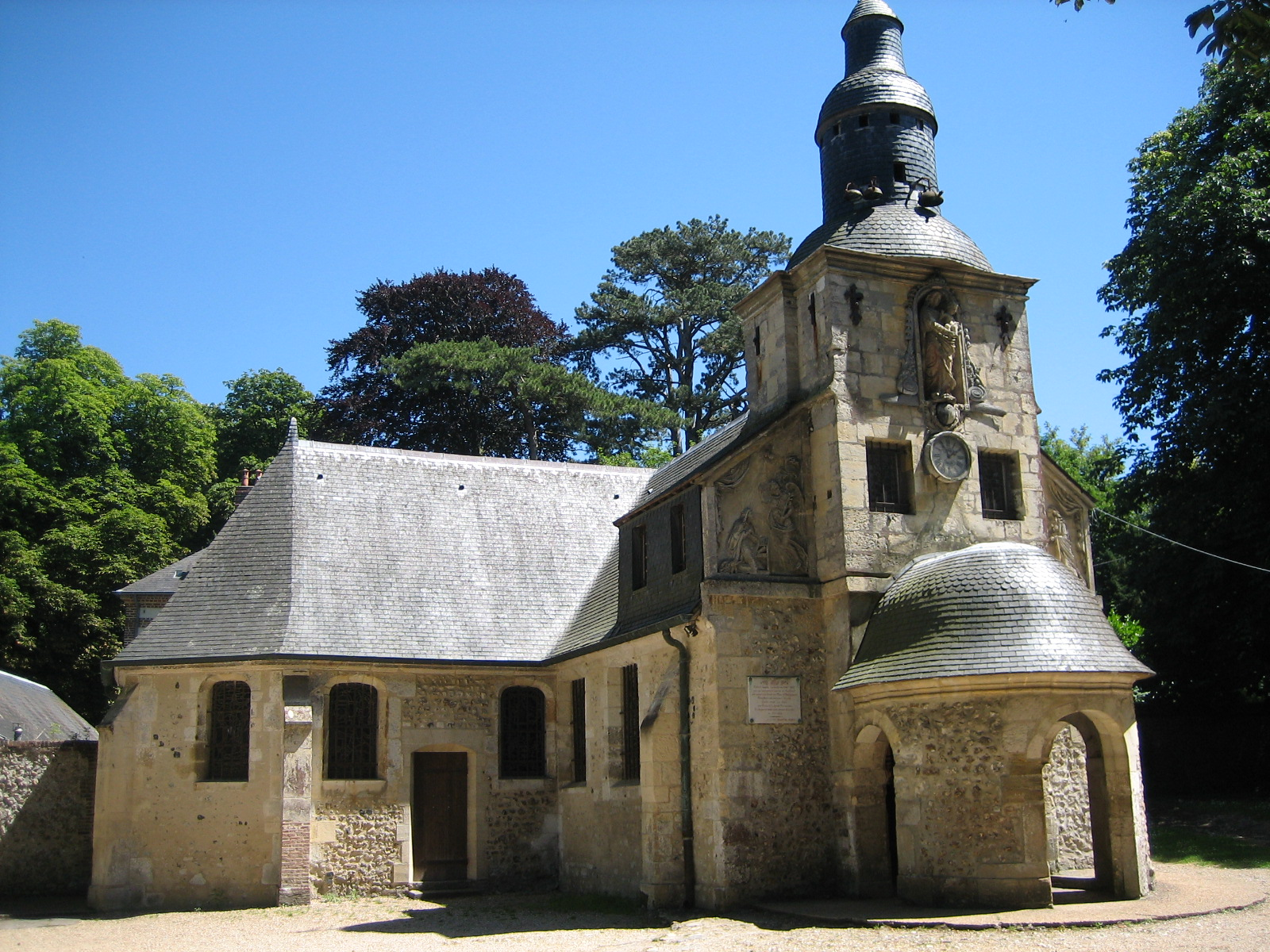
Kapelle Notre-Dame-de-Grâce

## Gemeindepartnerschaft
Mit der deutschen Gemeinde Dingolshausen in Unterfranken (Bayern) besteht seit 1990 eine Partnerschaft.

## Persönlichkeiten
- Henri Jeanson (1900–1970), Schriftsteller
- Zakaria Diallo (* 1986), frankosenegalesischer Fußballspieler